# Noël Goossens
Noël Goossens (Dordrecht, 17 juni 1994) is een Nederlands voetballer die doorgaans speelt als spits. In juli 2020 verruilde hij SV Heinenoord voor EBOH.

## Clubcarrière
Goossens speelde in de jeugd van SV Oranje Wit in Dordrecht. In het seizoen 2010/11 trof hij ruim zeventig keer doel en diverse topclubs hadden interesse in de aanvaller. Die zomer werd hij opgenomen in de opleiding van FC Dordrecht. Goossens debuteerde voor FC Dordrecht in de Eredivisie op 8 maart 2015, toen in de Euroborg met 2–0 werd verloren van FC Groningen. In de tweede helft liet interim-coach Gérard de Nooijer hem invallen voor verdediger Jordy van Deelen. In de zomer van 2016, na vijf gespeelde competitiewedstrijden, verliet Goossens FC Dordrecht. Hij vervolgde zijn loopbaan in de Derde divisie bij SteDoCo. Na een jaar verkaste Goossens naar IFC. In 2019 verkaste Goossens naar SV Heinenoord en een jaar later werd EBOH zijn nieuwe club.

## Clubstatistieken
| Seizoen | Club         | Competitie     | Competitie | Competitie | Beker | Beker | Internationaal | Internationaal | Totaal | Totaal |
| Seizoen | Club         | Competitie     | Wed.       | Dlp.       | Wed.  | Dlp.  | Wed.           | Dlp.           | Wed.   | Dlp.   |
| ------- | ------------ | -------------- | ---------- | ---------- | ----- | ----- | -------------- | -------------- | ------ | ------ |
| 2014/15 | FC Dordrecht | Eredivisie     | 4          | 0          | 0     | 0     | —              | —              | 4      | 0      |
| 2015/16 | FC Dordrecht | Eerste divisie | 1          | 0          | 1     | 0     | —              | —              | 2      | 0      |
| Totaal  | Totaal       | Totaal         | 5          | 0          | 1     | 0     | 0              | 0              | 6      | 0      |

Bijgewerkt op 17 april 2025.